# Predsednik Kazahstana
Predsednik Republike Kazahstan (kazahstansko: Қазақстан Республикасының Рэспубліці, Qazaqstan Respublikasynyŋ Prezidentı; rusko: Президент Республики Казахстан) je vodja države, vrhovni poveljnik in nosilec najvišje funkcije v Republiki Kazahstan. Predsednikova pooblastila so opisana v posebnem razdelku Kazahstanske ustave. Funkcija predsednika je bila vpeljana 24. aprila 1990, leto pred razpadom Sovjetske zveze. Trenutni predsednik je Kasim-Žomart Tokajev, ki je funkcijo prevzel 20. marca 2019 po odstopu prvega predsednika Nursultana A. Nazarbajeva.
Nobene od predsedniških volitev, ki so potekale v Kazahstanu, po zahodnih standardih niso bile obravnavane kot svobodne ali poštene, pri čemer so bila omenjena nedovoljena glasovanja, večkratna glasovanja, nadlegovanje opozicijskih kandidatov in cenzura tiska.

## Ustavna ureditev
V 5. točki 42. člena Ustave je določeno, da nihče ne more biti izvoljen za predsednika več kot dva mandata zapored, ob enem tudi določa, da "sedanja omejitev ne velja za prvega predsednika Republike Kazahstan."
V 46. členu je zapisano, da sta predsednikova "čast in dostojanstvo nedotakljiva", njegove stroške pa nosi država. V četrti točki so opisani posebni statusi in pooblastila prvega predsednika. V skladu s tem aktom ima prvi predsednik popolno, absolutno in trajno imuniteto za vsa dejanja, ki jih opravlja na svoji funkciji, ter da ostaja vladni uradnik do svoje smrti. Ohranja varovanje, komunikacije, prevoz in državno podporo svoji dejavnosti ter da sta njegovo uradno stanovanje in poletna rezidenca njegova lastnina. Poskrbljeno je tudi za zdravstveno oskrbo, sanatorij, pokojnino in zavarovanje.
26. aprila 2015 je bil Nursultan Nazarbajev izvoljen za svoj peti predsedniški mandat. Uradna umestitvena slovesnost je poetakal 29. aprila v palači neodvisnosti v Nursultanu. Na slovesnosti je ponovno izvoljeni predsednik državi zagotovil, da bo nadaljeval pet institucionalnih reform, ki jih je predlagal že prej, kar bo prispevalo k dosledni rasti in razvoju države. 25. januarja 2017 je postavil temelje za reforme ustave, ki bodo prerazporedile izvršilne pristojnosti v parlament in ministrstva zaradi bolj odprtega in učinkovitejšega upravljanja.

## Simboli
Odlikovanja predsednika Kazahstana vključujejo naprsnice in predsedniško zastavo.

### Predsedniška zastava
Zastava predsednika Kazahstana je podobna državni zastavi, saj je pravokotne oblike v razmerju 1: 2, v središču pa je grb Kazahstana. Na treh straneh je obrobljena z zlatim obodom. Trenutna predsedniška zastava je v uporabi šele leta od 2012. Nekdanja zastava, ki se je uporabljala med letoma 1995–2012, je bila moder pravokotnik z zlatim krogom, v katerem je lik mladega kazahstanskega voditelja Sakasa jahal snežni leopard.

### Res zlatega orla
Red zlatega orla (kazahstansko: Алтын Қыран ордені ali Altyn Qyran) je najvišje civilno priznanje, ki ga lahko podeli predsednik Kazahstana. Njegov namen je prepoznati izjemne dosežke za države s strani Kazahstancev in tujih državljanov. Kot vodja države je predsednik podeljevalec posebnega razreda reda Altyn Kyran.

## Urad predsednika
Urad predsednika Republike Kazahstan (kazahstansko: Қазақстан Республикасы Президентінің Әкімшілігі / rusko: Адміністрация Президента Республики Казахстан) neposredno poroča predsedniku in mu pomaga pri vsakodnevnem usklajevanju. Ustanovljen je bil v skladu s predsedniško uredbo št. 2565 iz 20. oktobra 1995. Trenutno ima sedež v predsedniški palači Ak Orda v glavnem mestu Nursultan. Pred tem je imel sedež v Almatiju.

## Seznam predsednikov
| #  | Portret | Ime                                                 | Mandat         | Mandat         | Volitve |
| #  | Portret | Ime                                                 | Začetek        | Konec          | Volitve |
| -- | ------- | --------------------------------------------------- | -------------- | -------------- | ------- |
| 1. |         | Nursultan A. Nazarbajev Нұрсұлтан Назарбаев (1940–) | 24. april 1990 | 20. marec 2019 | 1990    |
| 1. | 1991    | Nursultan A. Nazarbajev Нұрсұлтан Назарбаев (1940–) | 24. april 1990 | 20. marec 2019 |         |
| 1. | 1999    | Nursultan A. Nazarbajev Нұрсұлтан Назарбаев (1940–) | 24. april 1990 | 20. marec 2019 |         |
| 1. | 2005    | Nursultan A. Nazarbajev Нұрсұлтан Назарбаев (1940–) | 24. april 1990 | 20. marec 2019 |         |
| 1. | 2011    | Nursultan A. Nazarbajev Нұрсұлтан Назарбаев (1940–) | 24. april 1990 | 20. marec 2019 |         |
| 1. | 2015    | Nursultan A. Nazarbajev Нұрсұлтан Назарбаев (1940–) | 24. april 1990 | 20. marec 2019 |         |
| 2. |         | Kasim-Žomart Tokajev Қасым-Жомарт Тоқаев (1953–)    | 20. marec 2019 |                |         |
| 2. | 2019    | Kasim-Žomart Tokajev Қасым-Жомарт Тоқаев (1953–)    | 20. marec 2019 |                |         |